# Día Internacional de la Lucha contra las Tormentas de Arena y Polvo
El Día Internacional de la Lucha contra las Tormentas de Arena y Polvo se conmemora anualmente el 12 de julio desde 2023 y fue aprobado en ese mismo año por la Asamblea General de las Naciones Unidas.

## Proclamación
La Asamblea General de las Naciones Unidas proclamó el Día Internacional de la Lucha contra las Tormentas de Arena y Polvo el 8 de junio de 2023. El objetivo de esta conmemoración es reconocer y abordar los efectos negativos de las tormentas de arena y polvo a nivel mundial.

## Celebración
Este día se celebra el 12 de julio, la fecha fue elegida para destacar la importancia de la cooperación global en la prevención, gestión y mitigación de estos fenómenos. La primera celebración tuvo lugar en 2023 tras la resolución de la Asamblea General, centrándose en mejorar la alerta temprana y el intercambio de información climática y meteorológica. Se han promovido iniciativas como la Coalición de las Naciones Unidas para Luchar contra las Tormentas de Arena y Polvo, que facilita la colaboración y el intercambio de las mejores prácticas entre los países y las organizaciones afectadas.